# Joanna de Bourbon-Vendôme
Joanna de Bourbon-Vendôme (1465 – 22 stycznia 1511) - babka ze strony matki słynnej królowej Francji - Katarzyny Medycejskiej (1519–1589).
Była córką Jana VII de Bourbon, hrabiego Vendôme, i jego żony - Izabeli de Beauvau. Rodzicami jej matki byli: Ludwik de Beauvau, seneszal Andegawenii, i Małgorzata de Chambley. Rodzicami jej ojca byli: Ludwik I de Bourbon, hrabia Vendôme, i Joanna de Laval. Ludwik był Wielkim Szambelanem Francji oraz Wielkim Zarządcą Dworu Francji, i był znanym członkiem partii Armaniaków. Rodzina Burbonów wywodziła się od Roberta de Clermont, który był najmłodszym synem króla Francji - Ludwika IX z dynastii Kapetyngów, i królowej Małgorzaty Prowansalskiej. Żoną Roberta była Beatrycze, dziedziczka Burbonii.

## Małżeństwa
W 1487 Joanna poślubiła Jana II, księcia de Bourbon. Jej mąż w chwili ślubu miał 61 lat, a Joanna - jedynie 22 lata. Jan II był już dwukrotnie żonaty i obie jego żony zmarły, a on wciąż nie miał dziedzica, którego potrzebował. Joanna i Jan mieli tylko jednego syna:
- Ludwika, hrabiego Clermont (1488), był on tym potrzebnym dziedzicem, ale zmarł niedługo po urodzeniu.

Jan II zmarł jeszcze w tym samym roku. Joanna pozostała wdową przez 7 kolejnych lat. 11 stycznia 1495 ponownie wyszła za mąż za Jana III de la Tour, hrabiego Owernii. Para miała dwoje dzieci:
- Annę, żonę Jana Stewarta, drugiego księcia Albany,
- Magdalenę, żonę Lorenza II Medyceusza, księcia Urbino, matkę Katarzyny Medycejskiej,

Jan III zmarł 28 marca 1501. Joanna pozostała wdową przez 2 lata. W 1503 wyszła za mąż po raz trzeci, tym razem za Franciszka de la Pause, barona de la Garde. Para nie miała dzieci.